# Kalle Güettler
Kalle Güettler, född 1949, är en svensk författare av framför allt ungdoms- och barnböcker, fack- och läroböcker. Han debuterade som skönlitterär författare 1990 med ungdomsromanen Drömmen.
Kalle Güettler är son till psykologen Klas Maartman Güettler(1920-2014) och Maj-Lis Güettler f. Magnusson (1921-2003). 

## Utgivna böcker

### Monsterserien
Güettler har tillsammans med färöiskan Rakel Helmsdal och isländskan Áslaug Jónsdóttir skrivit en serie bilderböcker:
- Nej! sa lilla monster, 2004
- Stora monster gråter inte, 2006
- Monster i mörkret, 2007
- Monsterpest, 2008
- Monsterbesök, 2009
- Monster i höjden, 2010
- Monsterbråk, 2013
- Monsterkatten, 2014
- Monster i knipa, 2018
- Teatermonster, 2021
- Monsterfest. 2024

Böckerna i Monsterserien gavs redan från början ut på flera språk, och de har också översatts till andra. De språk som förekommer i utgivningslistan är i november 2024 svenska, isländska, färöiska, danska, norska (bokmål), norska (nynorsk), finska, litauiska, lettiska, spanska, franska, katalanska, galiciska, baskiska, kinesiska, arabiska, japanska och tjeckiska. 
Unikt för serien om lilla monster och Stora Monster är att alla titlar finns att köpa eller låna på bibliotek. Normalt brukar en bok som har några år på nacken inte tryckas om när den har sålt slut. Men det gäller inte böckerna i monsterserien, lagret fylls på när en titel tryter.
Det är intressant att monsterböckerna fortfarande efterfrågas efter mer än 20 år, man kan faktiskt säga att de har blivit klassiker.
Övriga böcker av författaren
- På väg mot arbetets pedagogik, 1982
- Drömmen, 1990
- Uppfinnarklubben: [läs på mellanstadiet], 1991
- Här är vi! Vilka är ni?: en skrift av och för barn och ungdomar i Peru och Sverige (huvudförfattare och redaktör: Kalle Güettler; översättare och medredaktör: Ana L. Valdés), 1993
- Språket lever! / Språnget Läromedel i svenska för mellanstadiet, 3 grundböcker, 3 övningsböcker, 3 lärarhandledningar (tills. med Husén, Güettler & Thorbjörnsson) 1994-1998
- Vinden och solen och andra berättelser: [läsebok, sammanställd av Kalle Güettler], 1997
- Frivilliga: två unga människors kamp under andra världskriget, 1997
- Mary, min syster! (illustrationer: Marie Johansson), 2002
- Bästa kompis, 2003
- Tjurkalvens sång (illustrerad av Pia Halse), 2005
- Du är i mitt blod (illustrationer: Mia Maria Güettler), 2006
- Mannen från utlandet (illustrationer: Mia Maria Güettler), 2007
- Medio – den halva kycklingen (illustrationer: Jeanette Rapp), 2007
- Mellan himmel och jord, lärobok i Geografi år 4-6, även lärarhandledning (tills. med Kristina Güettler, huvudillustratör Mia Maria Güettler) 2009
- Jag vill ha baklava! (illustrerad av Pia Halse), 2010
- Hämnd (tills. med Viktor Engholm), 2013
- Parkour!  2013
- Efter hämnden (tills. med Viktor Engholm), 2014
- Banditen Bak och Krok O'Deal (illustrerad av Pia Halse). 2015
- En fackförening, ett samhälle, en fabrik del II 2016. (Tillsammans med en tidigare bok om Pappers avdelning 68:s första 75 år bildar denna bok om facket, bruket och samhället en 100-årshistorik som kompletteras med ett digitalt extramaterial. Både Hallstavik och Pappers avdelning 68 har under 2015 firat sitt 100-årsjubileum.)
- Bak och Fram och lilla Damm på de sju haven (illustrerad av Pia Halse), 2018
- Fakta om parkour, 2018
- Dumma skatt! (illustrerad av Pia Halse) 2020

## Översättningar
(För böckerna i monsterserien, se ovan.)
- Tyrekalvens sang (danska) 2003
- Jeg vil ha Baklava! (danska 2012)
- Parkour! kom ut på holländska  2015/2016 med titeln Iwan en Anne och på spanska 2020.

## Priser och stipendier
- Sjunde pris i Barnens Bokjury för "Nej! sa lilla monster" 2004
- Kulturstipendium från Stockholms läns landsting 2006
- Reykjavik Scholastic Prize för bästa barnbok 2006 tillsammans med Áslaug Jónsdóttir (även illustratör) och Rakel Helmsdal för bilderboken "Stora monster gråter inte"
- Femte pris i Barnens Bokjury för "Monster i mörkret" 2007
- Andra pris i Barnens Bokjury 2008 för "Monsterpest"
- Svenska Barnboksakademins Eldsjälspris 2010
- Tredje pris i Barnens Bokjury för "Monster i höjden" 2010
- Norrtälje Arbetarrörelses kulturpris 2011
- Tredje pris i franska barnboksjuryn "Les incorruptibles" för "Un grand monstre ne pleure pas"
- Nominerad av Island till Nordiska Rådets pris för barn- och ungdomslitteratur 2013 tillsammans med Áslaug Jónsdóttir och Rakel Helmsdal för boken "Monsterbråk"
- "Monsterbråk" får fjärde pris i Barnens Bokjury 2013
- "Monsterbråk" får tredje pris som årets bästa barnbok 2014 av Reykjaviks bokhandlare
- "Monsterbråk" utses till årets  högläsningsbok vid Kura Gryning under den nordiska Biblioteksveckan (Föreningarna Norden) 2014
- "Skrímsli i vanda" ("Monster i knipa") vinner Islands Litteraturpris 2017 i januari 2018. Samma bok nomineras av Island till Nordiska Rådets barn- och ungdomslitteraturpris som delas ut den 30 oktober samma år.
- Pappers kulturpris för icke medlemmar 2019 (Pappersindustriarbetarförbundet)
- Under årens lopp ett antal arbetsstipendier från Sveriges Författarfond samt Författarnas resp. Läromedelsförfattarnas fotokopieringsfonder

## Övrigt
- Ordförande för sektionen för Barn- och ungdomslitteratur i Sveriges Författarförbund 1996-1999
- Ordförande i Nationella Skolbiblioteksgruppen 2002-2006
- Ledamot i Sveriges Författarförbunds Biblioteksråd 2002-2013
- Ordförande i Författarcentrum Öst 2012-2015
- Ledamot i Kungliga Bibliotekets Expertgrupp för utbildning och lärande 2012-2014
- Tillsammans med Birgitta Östlund, f.d. rektor på Nordens folkhögskola Biskops-Arnö och senare Inger Norberg, f.d. litteraturpedagog på Svenska Barnboksinstitutet, arrangör av nordiska barn- och ungdomslitterära seminarier / workshops på Biskops-Arnö åren 1999-2009